# Церква усікновення голови Івана Хрестителя (Гниловоди)
Церква усікновення голови Івана Хрестителя в Гниловодах — парафія і храм греко-католицької громади Зарваницького деканату Тернопільсько-Зборівської архієпархії Української греко-католицької церкви в селі Гниловодах Тернопільського району Тернопільської области. Пам'ятка архітектури місцевого значення.

## Історія церкви
Парафію було відновлено 24 липня 1991 року. Церква розташована в приміщенні колишнього костелу, збудованого у 1938 році, який відремонтували та зареєстрували як храм УГКЦ у 1991 році.
Відновлення храму фінансували жертводавці, зокрема: Степан П'ятничко (уродженець села з м. Львів), Михайло Бобецький, Антін Бусько, Роберт Готц зі Швейцарії, Павло Опацький, Іванна Кіндзерська зі США, а також о. Дмитро Квич і місцеві парафіяни.
У 1995 році бригада майстрів під керівництвом В. Бронецького створила іконостас та виконала розписи. Храм освятив тодішній вікарій Тернопільської єпархії о. митрат Василій Семенюк у 1997 році. У 2002 році парафію з єпископською візитацією відвідав владика Михаїл Сабрига.
На парафії діє братство Матері Божої Неустанної Помочі і Вівтарна дружина.
При в'їзді до села і при виїзді є хрести, а в центрі села у 2009 році збудовано капличку з фігурою Матері Божої (меценат Володимир Опацький зі Львова — уродженець села).

## Парохи
- о. Павло Сендецький (до 1946),
- о. Дмитро Квич (1990—1993),
- о. Мирослав Петругцак (1993—1994),
- о. Мирослав Богак (1994—1995),
- о. Ігор Чибрас (1995—2003),
- о. Андрій Підгородецький (2003—2005),
- о. Володимир Захарків (з 2005).